# La tempestad
La tempestad é uma telenovela mexicana produzida por Salvador Mejía Alejandre para a Televisa e exibida pelo Canal de las Estrellas entre 13 de maio a 27 de outubro de 2013, substituindo Amores Verdaderos e sendo substituída por Lo que la vida me robó.
É uma readaptação da telenovela colombiana La Tormenta, produzida em 2005. 
A trama é protagonizada por William Levy e Ximena Navarrete e antagonizada por Iván Sánchez, César Évora, Manuel Ojeda, Laura Carmine e Mariana Seoane e a atuação estelar da primeira atriz María Sorté. 
A telenovela marcou a reaparição da atriz e cantora Daniela Romo, que se afastou das produções em 2011 em decorrência de um câncer de mama.  

## Sinopse
La Tempestad se desenvolverá com a história de amor de Marina (Ximena Navarrete) e Damián (William Levy).
Marina Reverte trabalha como gerente em um hotel, do qual é despedida quando denuncia o importante empresário Ernesto Contreras (Manuel Ojeda) uma tentativa de abuso sexual de uma empregada. Ele jura vingar-se dela.
Além disso, Marina recebe a dolorosa notícia de que sua mãe, Beatriz Reverte (Maria Sorté), tem uma doença que põe em risco sua saúde e que a obriga a ficar constantemente de repouso; e inclusive mudar de residência por recomendação médica.
Paralelamente, no povoado de Nuestra Señora del Mar, Damián Fabré, um jovem que é capitão e proprietário de um barco pesqueiro chamado "La Tempestad", trabalha transportando para uma fábrica de conservas marinhas, chamada Neptuno.
Esthercita (Laura Carmine), filha do prefeito do povoado, está obcecada por Damián, que não responde às suas investidas, mas, um dia, finalmente ele cede, e ela consegue seduzi-lo.
Mercedes Artigas (Daniela Romo), uma elegante e misteriosa mulher, oferece a Marina a gestão econômica e financeira da empresa Neptuno, oportunidade que aceita já que não tem trabalho e que sua mãe requer viver em um lugar tranquilo. É assim como Marina chega ao povoado de Nuestra Señora del Mar, onde conhece a Damián.
Mercedes, na realidade, é a mãe biológica de Marina. Em sua juventude, ela ficou grávida e se viu a mercê de Ernesto Contreras, que lhe tirou sua outra filha gêmea, Magdalena. Mercedes forjou uma fortuna, com a que também adquiriu o respeito de quem a rodeia e o poder necessário para enfrentar seus inimigos. Mercedes dedicou sua vida a recuperar suas filhas, para isso, teve que envolver-se com gente do baixo mundo do tráfico, convertendo-se na "La reina de la noche", cuja personalidade permitiu salvar muitas jovens.
Em seu primeiro encontro na empresa Neptuno, Marina se mostra diante de Damián com altivez, tratando-o como a um empregado a mais; por sua parte, Damián a ignora e se apresente diante de Marina fazendo charme de sua autoridade com sua tripulação de testemunha.
Marina, furiosa ao sentir-se humilhada, decide romper o contrato com ele. Olinto (Luis Manuel Ávila), o administrador, explica-lhe que o contrato com o capitão Fabré não pode ser rompido.
Marina encontra no povoado, Hernán Saldaña (Iván Sánchez), um antigo colega de turma, que agora é um poderoso empresário. Hernán trabalha com uma máfia que se dedica ao sequestro e tráfico de pessoas, especialmente mulheres, que são destinadas à prostituição. O prefeito do povoado, Fulgencio (César Évora), é seu aliado. Hernán ordena que destrua tanto a fábrica como o barco de Damián, pois dessa maneira livrarão-se de obstáculos.
Marina ignora que Hernán está por trás dos ataques a fábrica, o que ocasiona perdas consideráveis, pelo que Marina e Damián se vêem obrigados a fazer uma trégua para poder unir esforços; é quando reconhecerão que se apaixonaram.

## Elenco
- William Levy - Damián Fabré Carmona / Michel Fabré Iturralde[2]
- Ximena Navarrete - Marina Reverte Artigas / Magdalena Reverte Artigas
- Iván Sánchez - Hernán Saldaña
- César Évora - Fulgencio Salazar
- Maria Sorté - Beatriz vda. de Reverte
- Daniela Romo - Mercedes Artigas
- Nora Salinas - Rebeca "Becky" Reverte
- Manuel Ojeda - Ernesto Contreras
- Laura Carmine - Esther "Esthercita" Salazar Mata / Ada de Contreras
- Alejandro Ibarra - Bagre
- Sergio Reynoso - Comandante Robles
- Alfonso Iturralde - Padre Tomás
- Arturo Carmona - José Manríquez
- Roberto Blandon - Armando
- Sharis Cid - Candelaria "Candy"
- Gilberto de Anda - Nereo
- Latin Lover - El Oso
- Lucero Lander -  Delfina Mata de Salazar
- Óscar Bonfiglio - Enrique
- Eduardo Liñán - Dr. González
- Adalberto Parra - Valdivia
- Luis Manuel Ávila - Olinto
- Amparo Garrido - Alicia
- Fernando Larrañaga - Dr. San Miguel
- Malisha Quintana - Mayuya Canseco
- Janet Ruiz - Rosario Alcántara
- Salvador Ibarra - Lagarto
- Fernando Robles - Lara
- Francisco Martin - Lolo
- José Antonio Ferral - Toribio
- Mónica Miguel - Madre Eusebia
- Amor Flores - Jazmín "Lucía" Jiménez
- Enrique Zepeda - Lázaro Alcántara / Lázaro Salazar Alcántara
- Heylin Vanegas - Abigail
- René Casados - Cláudio
- Tony Vela - Macario
- Mar Contreras - Enriqueta
- Arturo Peniche - Ariel Reverte
- Mauricio Henao - Valentín
- Mariana Seoane - Úrsula Mata
- José Pablo Minor - Samuel
- Fátima Torre - Karina

## Exibição
Foi exibida pelo canal pago TLN Network entre 8 de maio a 22 de outubro de 2022 substituindo Mundo de feras e sendo substituída por Ambição.

## Audiência
Estreou com uma média de 26.9 pontos, a maior audiência durante toda sua exibição. Ao longo dos meses, os números da média caíram de 22 para 18. Sua menor audiência é 15.2 pontos, alcançada em 6 de setembro de 2013. Seu último capítulo teve média de 20.9 pontos. Teve média geral de 19.3 pontos, índice muito baixo para o horário nobre.

## Trilha sonora
1. "Hoy tengo ganas de ti" - Alejandro Fernández & Christina Aguilera
2. "Para sonar" - Daniela Romo & Francisco Cespedes
3. "Vida Nueva" - Rio Roma
4. "Yo Se" - Daher
5. "Pensar En Ti" Daniela Romo feat. Pandora

## Versões
- Em 2005, Telemundo e Caracol TV na companhia de RTI Colômbia realizaram a versão colombiana também intitulada' 'La Tormenta' ', estrelada por Natalia Streignard e Christian Meier e antagonizada por Marcelo Buquet e Natasha Klauss.

- Em 2023, novamente a Televisa produz um remake da mesma história, que desta vez se intitula Tierra de esperanza, protagonizada por Carolina Miranda e Andrés Palacios e antagonizada por Luis Roberto Guzmán, Martha Julia, Sergio Goyri e Carmen Becerra.